# ステファヌス5世 (ローマ教皇)
ステファヌス5世（ステファヌス5せい）と呼ばれることがあるローマ教皇は2人存在する。「ステファヌス」の名を持つ教皇の代数に関する歴史的経緯はステファヌス (教皇選出者)#「教皇ステファヌス」とその代数を参照。
1. ステファヌス5世 (在位:816年-817年)→ステファヌス4世 (ローマ教皇) を参照。
2. ステファヌス5世 (在位:885年-891年)→ステファヌス5世 (6世)とも書かれる。

本項では、現在教皇庁および『教皇庁年鑑』が正式に認めている、885年に即位した人物について扱う。
ステファヌス5世（Stephanus V、? - 891年9月14日）は、第110代ローマ教皇（在位：885年9月 - 891年9月14日）。

## 生涯
出身はローマで、家系は貴族である。司祭や枢機卿を歴任し、885年9月に先代のハドリアヌス3世が暗殺されたため、教皇に選出された。
ステファヌス6世は西フランク王国の国王であるシャルル2世と対立し、教皇職を追われかけたことがある。シャルル2世の死後、教皇職を何とか保ったが、その保全を図るためにコンスタンティノポリス総主教にすがるなどしている。
891年9月14日、在位6年にして死去した。